# Timperba
Timperba est une commune rurale située dans le département de Niangoloko de la province de Comoé dans la région des Cascades au Burkina Faso.

## Éducation et santé
La commune accueille un centre de santé et de promotion sociale (CSPS) tandis que le centre hospitalier régional (CHR) se trouve à Banfora.